# حباك كلارك
حباك كلارك (الاسم العلمي: Ploceus golandi) نوع من الطيور الصغيرة من فصيلة الحباك، متوطن في كينيا.